# Ивица Рачан
Ивица Рачан (Еберсбах, 24. фебруар 1944 — Загреб, 29. април 2007) је био хрватски политичар, који је био дугогодишњи вођа Савеза комуниста Хрватске, односно Социјалдемократске партије Хрватске, а од 2000. до 2003. и премијер Републике Хрватске. Његов мандат је познат под називом „Трећејануарска власт”. Ивица Рачан је у историји вишестраначке Хрватске постигао рекорд по дуговечности на челу једне веће политичке странке.

## Биографија
Ивица Рачан рођен је у месту Еберсбах у источној Немачкој близу данашње границе с Пољском. Његова мајка је била смештена у тамошњем радном логору. У високом степену трудноће из логора ју је извукла једна Немица којој је била потребна радна снага. Касније се она преселила код своје сестре у Дрезден, где је преживела савезничко бомбардовање које је уништило цели град. Данима су били затрпани у подруму срушене зграде.
Мајка, пореклом Личанка и отац Славонац вратили су се после рата у Југославију где су се након раздобља честих селидби настанили на имању код Славонског Брода. Рачан је 1968. у Загребу завршио студије права и запослио се у Институту за друштвено управљање.
За време социјалистичке Југославије, Рачан је био члан Савеза комуниста Хрватске. Током 1970-их је постепено напредовао након смена хрватских комуниста након Хрватског пролећа. Године 1982. је постао директор политичке школе „Јосип Броз Тито“ у Кумровцу, члан председништва СКХ, а касније и члан Централног комитета Савеза комуниста Југославије. На 11. конгресу СКХ од 11. до 14. децембра 1989. године Рачан је изабран за председника. Рачан је постао први председник Централног комитета који је верницима честитао Божић 1989.
Рачан је предводио хрватску делегацију на 14. конгресу СКЈ који је одржан јануара 1990. године. На овом конгресу су већином гласова одбијани предлози словеначке делегације, па је 22. јануара напустила конгрес. Слободан Милошевић је предложио установљавање новог кворума, али се Рачан успротивио и изјавио „да ми (изасланство СКХ) не можемо прихватити југославенску партију без Словенаца“, па је након тога и хрватска делегација напустила Конгрес, што је означило крај владавине СКЈ.
Након политичких промена, Рачан је постао вођа реформисаног Савеза комуниста Хрватске. Током кампање за вишестраначке изборе, Рачан је изазвао контроверзу када је назвао Хрватску демократску заједницу „странком опасних намера“. Хрватска демократска заједница је победила на изборима, а СКХ је са око 35% гласова освојила 72 посланичка места у Хрватском сабору и постала друга странка по снази. Крајем те године СКХ је усвојила социјалдемократско усмерење и променила име у СКХ - Странка демократских промена. СКХ је ускоро постала само сенка онога што је раније била - већина њеног чланства, укључујући и високе званичнике, је прешла у ХДЗ, када су распад СФРЈ, побуна Срба у СР Хрватској и рат додатно радикализовали хрватску јавност. На парламентарним изборима 1992. године СКХ-СДП осваја поразно низак број гласова и једва улази у Хрватски сабор.
У таквим условима Рачан је предао наслов вође опозиције Дражену Будиши из Хрватске социјално-либералне странке. 30. априла 1994. Социјалдемократска партија Хрватске се ујединила са Социјалдемократима Хрватске Антуна Вујића. Рачан је остао на месту председника партије.
Након завршетка рата у Хрватској, гласачи су били више оптерећени социјалним питањима, и у таквим условима СДП је почео полако да јача на штету других опозиционих партија, највише ХСЛС-а. Ово је постало очигледно на парламентарним изборима 1995. и председничким изборима 1997. године. Рачан и Будиша су 1998. основали коалицију које ће победити на парламентарним изборима 3. јануара 2000. године.
Након ових избора, Рачан је постао премијер Хрватске уз помоћ ХСЛС-а и блока умерених странака који су чиниле Хрватска сељачка странка, Либерална странка, Хрватска народна странка и Истарски демократски сабор. Свих шест партија је имало своје министре у Рачановој влади.
Рачан, као и новоизабрани председник Хрватске Стипе Месић, су у почетку сматрани за реформске лидере који симболизују раскид са ауторитативном и националистичком прошлошћу. Међутим, Рачан није био способан да води владу састављену од министар из 6 странака. Његов стил руковођења, симболизован фразом „одлучно можда“, је довео његову владу до борбе између фракција. Ово је довело до раскола са Будишом, који је заузео националистичкији приступ према оптужници Хашког трибунала против генерала Хрватске војске. Овај расцеп ће утицати на Рачанову владу и у другим питањима. Рачан је на кратко поднео оставку 5. јула 2002. пошто је његов коалициони партнер ХСЛС опструисао усвајање споразума са Словенијом у вези статуса нуклеарне електране Кршко. ХСЛС се касније поделио у већу фракцију која је напустила владу и у нову партију под именом Либра, која је омогућила Рачану да реконструише своју владу која ће остати на власти до следећих избора.
Рачанова коалиција је изгубила на парламентарним изборима 2003. Рачанова дужност је престала 23. децембра 2003. када је Хрватски сабор дао мандат Иви Санадеру.

## Болест
Лекари су 31. јануара 2007. открили да болови у рамену које је Рачан неко време трпео нису последица смрзнутог рамена, него је у питању малигни тумор. Истог дана Рачан је најавио привремено повлачење из политике због здравствених разлога. На месту председника СДПХ ће га је као в. д. председника странке заменила Жељка Антуновић.
Над њим је у болници Богенхаусен у Минхену извршена операција уклањања тумора. На дан 8. фебруара установљено је да је тумор у рамену метастазирао из бубрега који је неколико дана касније уклоњен заједно са мокраћоводом и лимфним чворовима. Повратком у Загреб, Рачан је наставио лечење на КБЦ Ребро хемотерапијом и зрачењем. 4. априла СДП је издао саопштење у коме је истакнуто погоршање Рачановог здравља и откривање нових метастаза у мозгу. 11. априла 2007. је поднео оставку на функцију у странци. Идућег дана стање му се још више погоршало, а медији су преурањено објавили његову смрт. 13. априла објављено је да је Рачан пао у кому, па да једино још прима јаке аналгетике. 29. априла 2007. Ивица Рачан је преминуо од тумора у Загребу.